# Zdenekiana squama
Zdenekiana squama is een vliesvleugelig insect uit de familie Pteromalidae. De wetenschappelijke naam is voor het eerst geldig gepubliceerd in 1979 door Huggert.